# Melitaea telona
Melitaea telona är en fjärilsart som beskrevs av Hans Fruhstorfer 1908. Melitaea telona ingår i släktet Melitaea och familjen praktfjärilar. Inga underarter finns listade i Catalogue of Life.

## Bildgalleri

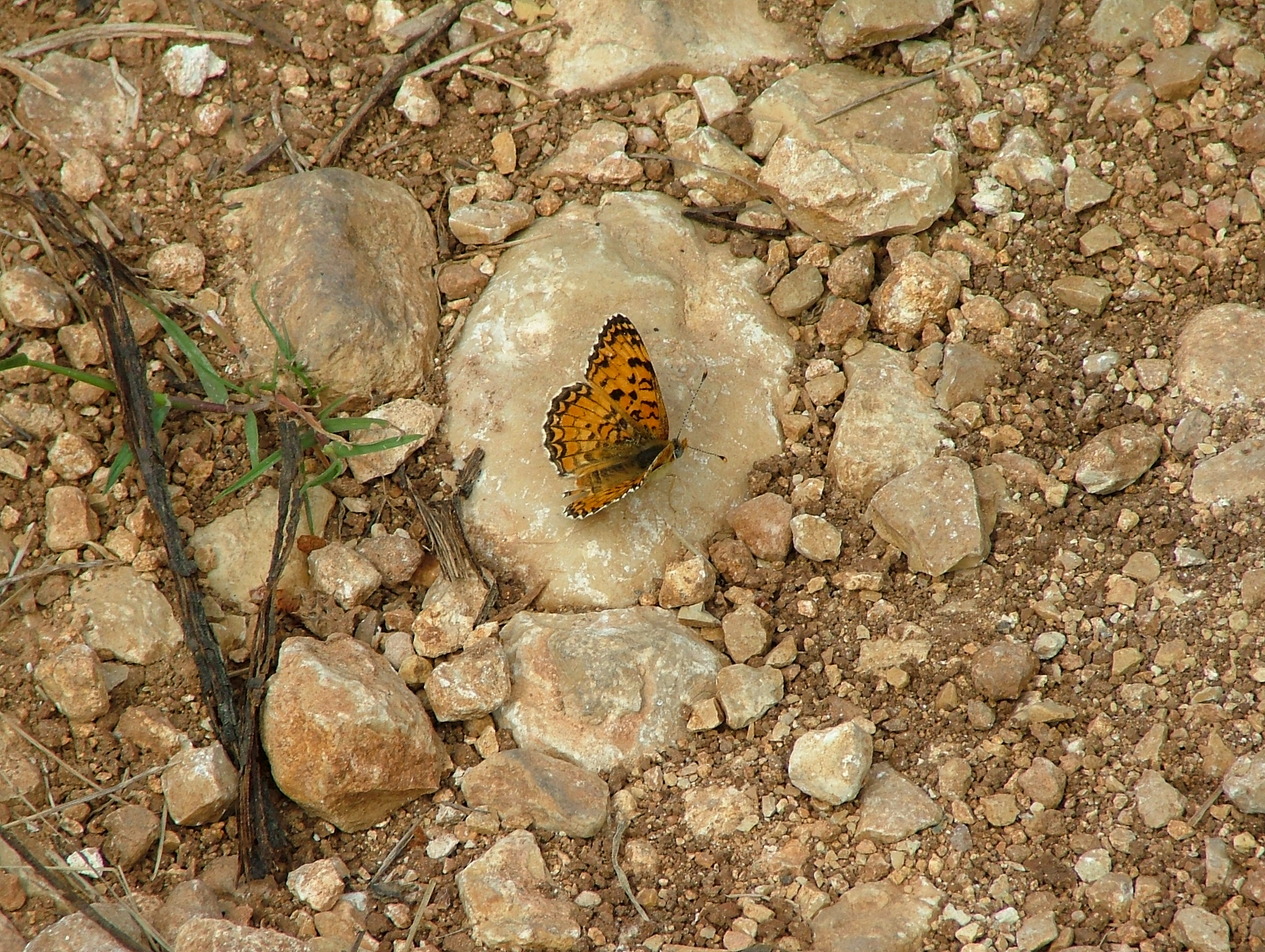
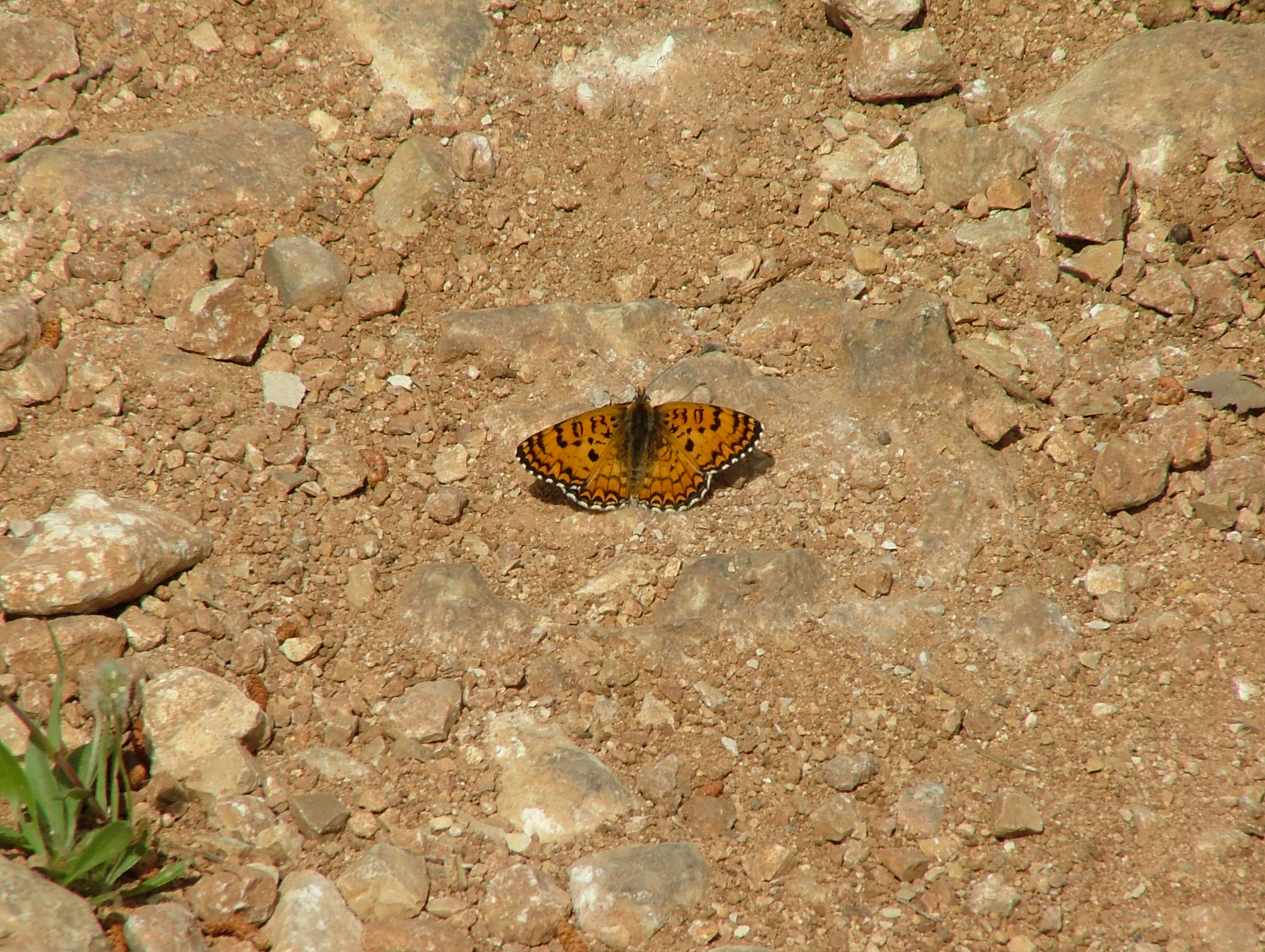
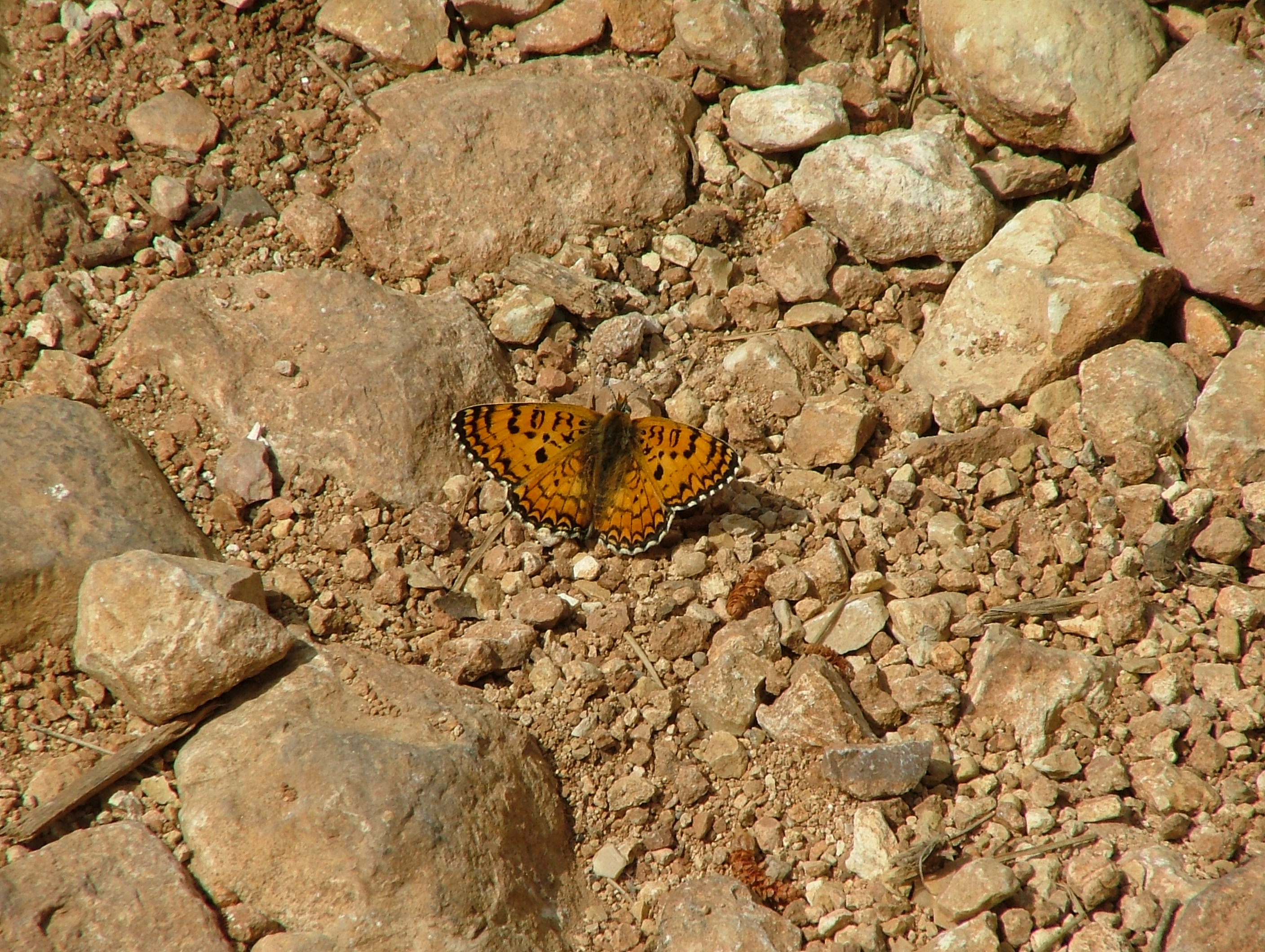